# Звезда (журнал XIX—XX веков)
«Звезда» (в дореформ. орфографии: Звѣзда) — русский еженедельный художественно-литературный журнал конца XIX века — начала XX века с приложениями.
Выходил с 1886 года в городе Санкт-Петербурге. 
Первый редактор-издатель Виссарион Виссарионович Комаров, с 1893 — Пётр Петрович Сойкин, затем А. И. Павлов, Николай Николаевич Животов (в конце 1890-х), затем А. И. Осипов (с 1901 по два раза в неделю, с 1903 по четыре раза в неделю), а с 1905 — художник И. Я. Билибин, которому было разрешено издавать журнал под названием «Понедельник».